# Мостовая улица (Салават)
Мостовая улица (башк. Күпер урамы) — улица в городе Салавате. Проходит в поселке Желанный на берегу реки Белая.

## История
Застройка улицы началась в 1999 году.  Улица застроена частными коттеджами.

## Трасса
Мостовая улица начинается от улицы Ахтямова и заканчивается на Береговой улице.

## Транспорт
По Мостовой улице общественный транспорт не ходит.